# Osne-le-Val
Osne-le-Val är en kommun i departementet Haute-Marne i regionen Grand Est (tidigare regionen Champagne-Ardenne) i nordöstra Frankrike. Kommunen ligger i kantonen Chevillon som tillhör arrondissementet Saint-Dizier. År 2022 hade Osne-le-Val 256 invånare.

## Befolkningsutveckling
Antalet invånare i kommunen Osne-le-Val
| Referens: INSEE |